# Semestre
Semestre, nombre masculino, del latín semestris, de : sex (seis), y de : menstrues plural de mensis (mes), es una serie de seis meses consecutivos.
Véase, el calendario gregoriano está dividido en dos semestres :
- Primer Semestre: de enero a junio con 181 días (182 en año bisiesto);
- Segundo Semestre: de julio a diciembre con 184 días;

## Uso clásico
Duración de tiempo del orden de seis meses consecutivos. A menudo utilizado en una planificación de calendario con horizonte anual, o con horizonte de varios años, o sea, en asuntos de corto, medio, y largo período. Ejemplo de uso : « Curso de historia en el primer semestre, todos los lunes a primera hora ».

## Otros usos
Renta (patrimonio), pensión que se paga cada seis meses; de aquí la expresión "Cobrar el semestre".